# Декнонг Кемалавати
Декнонг Кемалавати (индон. Deknong Kemalawati) (2 апреля 1965, Меулабох, Аче) — одна из ведущих поэтесс современной Индонезии, председатель Совета искусств Банда-Аче, лауреат Литературной премии правительства Аче.

## Краткая биография
Окончила педагогический факультет Университета Шьях Куала (Банда-Аче), работает учителем математики в средней школе. Один из основателей Института культуры и общества (Лапена) (1998), председатель Совета искусств Банда-Аче. Принимала участие в поэтических мастерских Димаса Арики Михарджи.

## Творчество
Пишет стихи со школьной скамьи. Первые публикации в газетах и журналах в студенческий период. Первый авторский сборник «Письмо из ничейной страны» опубликован в 2006 год. Повесть «Сеулусох» о событиях цунами 2004 года вышла в свет в 2007 году и получила хорошие отзывы критиков. К настоящему времени на счету поэтессы более десяти сборников стихов, в том числе в сотрудничестве с другими поэтами.
Кроме литературы, принимает участие в театральных постановках и представлениях национальных танцев. В ноябре 2012 с успехом участвовала в Днях поэзии Индонезии (Пекан-Бару). 27-28 октября 2017 года в составе культурной группы Аче посетила Казань, где читала свои стихи и представляла национальные танцы. Неоднократно представляла Индонезию на международных форумах: в 2016 г. в Куала-Лумпуре на Всемирных поэтических чтениях организации Великая малайская Нусантара (Нумера) и встрече поэтов Нусантары, а в 2018 г. в Сабахе на дискуссии поэтов Индонезии и Малайзии о роли поэзии в развитии двухсторонних отношений

## Награды
- Литературная премия правительства Аче (2007 год)[7].
- Премия Банда-Аче за вклад в развитие культуры (2018)[8]
- Поощрительный приз на поэтическом конкурсе АСЕАН (Lomba Menulis Puisi Asean) (2019, стихотворение «Женщина в плену»)
- Главный приз на конкурсе АСЕАН на лучшее стихотворение исламской тематики (2019, стихотворение «Тасаввуф листа»)

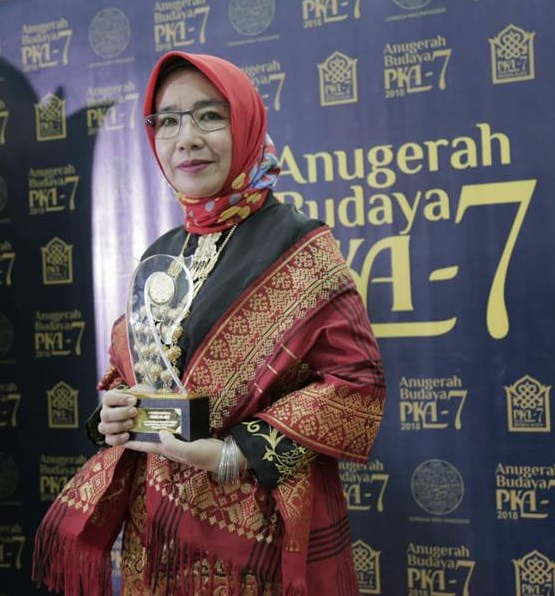
Декнонг Кемалавати на церемонии вручения Премии Банда-Аче за вклад в развитие культуры (2018)

## Впечатление
Искренний голос Д. Кемалавати, идущий от всего сердца, слышится в отзвуках ребаны как неувядающий шаир Теунгку Сик Панте Куллу из Хикаята о священной войне. В стихах Д. Кемалавати мы видим прекрасное лицо её родины, многострадального Аче... Метафоры, дикция, пронизанная символизмом, оставляет в наших душах тот след, который заставляет нас любить прекрасное... Её стихи — неотъемлемая часть поэзии Нусантары и всего мира. —  Кемала, Национальный писатель Малайзии, Лауреат Литературной премии Юго-Восточной Азии

 Декнонг Кемалавати твёрдо стоит на земле,

Рисует горизонт, где сходятся море и небо,

Читает туман в глазах любимого. —  Димас Арика Михарджа,

## Основные произведения
- (ред.) Ziarah Ombak (Паломничество волны). Bandar Aceh: Lapena 2005.
- (ред.) Selayang Pandang Sastrawan Aceh (Коротко о литераторах Аче). Bandar Aceh: Lapena, 2006.
- (ред.) Wanita dan Islam (Женщина и ислам). Bandar Aceh: Lapena 2006.
- Surat Dari Negeri Tak Bertuan (Письмо из ничейной страны). Bandar Aceh: Lapena, 2006) (стихи).
- Pembelaan Seorang Guru (В защиту учителей). Bandar Aceh: Lapena, 2007 (эссе).
- Seulusoh (Сеулусох). Bandar Aceh: Lapena, 2007 (повесть).
- Antologi De Poeticas, Kumpulan puisi Indonesia, Portugal, Malaysia (Поэтическая антология. Индонезия, Португалия, Малайзия). Jakarta: Gramedia, 2008 (стихи; совместно с др.)
- 3 Di Hati (Трое в сердце). Bandar Aceh: Lapena, 2010 (стихи; совместно с Диах Хаданинг, Димасом Арикой Михарджей).
- Hujan Selepas Bara (Дождь после жара). Bandar Aceh: Lapena, 2012 (стихи).
- Syair Persahabatan Dua Bangsa (Стихи дружбы двух народов). Bandung, 2015 (совместно с др.)
- Bayang Ibu (Тень матери). Bandar Aceh: Lapen, 2016 (стихи).
- Pasie Karang. Antologi Puisi. Temu Penyair Nusantara pada Pekan Kebudayaan Aceh Barat 2016. Kurator D Kemalawati, Fikar W.Eda, Mustafa Ismail. Disusun Teuku Dadek. Editor Tamu Hermansyah. Meulaboh, 2016 ISBN 978-602-74361-2-1
- Ketika Hitam Dikatakan Putih dan Sajak Tetap Bersuara: SAJAK-SAJAK MALAYSIA-Indonesia (Когда чёрное называют белым и Поэзия по-прежнему говорит: Стихи поэтов Малайзии и Индонезии). Penyelenggara Raja Ahmad Aminullah. Jakarta: Yayasan Obor Indonesia, 2017 (стихи; совместно с др.)
- Bungakupula. Kumpulan Puisi Tiga Penyair Perempuan Aceh. Editor Mahwi Air Tawar. Banda Aceh: Lapena, 2018 (совместно с др.) ISBN 978-602-52494-0-2
- Menembus Arus Menyelami Aceh. Puisi-Puisi Perdamaian 9 Negara. Kurator: Maman S. Mahayana, Helmi Haas, D. Kemalawati, Sulaiman Tripa, Mahwi Air Tawar. Banda Aceh: Lapena, 2018 (совместно с др.) ISBN 978-602-50497-9-8

## Переводы на русский язык
- Танец радуги (Tarian Pelangi); Моя вера (Keyakinanku); После дождя (Setelah Hujan)[11]
- Муха в чашке кофе (Di Cangkir Kopinya Ada Lalat), Две грани моего стихотворения (Dua Sisi Sajakku), Если вернуть кофе на ветку (Andai Kau Kembalikan Kopi Pada Tangkainya), Жажда моря (Dahaga Laut)[12]

## Семья
- Муж Хелми Хасс, юрист (с 1992), два сына и дочь.